# Задоле (Люблінське воєводство)
Задоле (пол. Zadole) — село в Польщі, у гміні Ополе-Любельське Опольського повіту Люблінського воєводства.
Населення — 175 осіб (2011).

## Демографія
Демографічна структура станом на 31 березня 2011 року:
|          | Загалом | Допрацездатний вік | Працездатний вік | Постпрацездатний вік |
| -------- | ------- | ------------------ | ---------------- | -------------------- |
| Чоловіки | 80      | 12                 | 59               | 9                    |
| Жінки    | 95      | 23                 | 55               | 17                   |
| Разом    | 175     | 35                 | 114              | 26                   |